# Campeonato Mundial de Atletismo de 1993
Campeonato Mundial de Atletismo de 1993 foi a quarta edição do campeonato mundial do esporte, realizada na cidade de Stuttgart, Alemanha, sob os auspícios da IAAF, entre 13 e 22 de agosto daquele ano. As competições,  que tiveram lugar no Gottlieb-Daimler-Stadion,  contaram com a presença de 1 689 atletas de 187 federações nacionais. Depois das três primeiras edições quadrienais em Helsinque 1983, Roma 1987 e Tóquio 1991, esta foi a primeira realizada apenas dois anos após a última, o que se seguiria dali em diante, sempre nos anos imediatamente anteriores e posteriores aos Jogos Olímpicos. 
Um evento de alto nível técnico viu quatro recordes mundiais serem quebrados e um igualado – na semifinal do revezamento 4x100 m masculino pelos Estados Unidos – além de onze novos recordes do campeonato. Esta edição viu a última disputa dos 3 000 metros femininos, a partir de então substituída pela mesma distância disputada pelos homens, os 5 000 metros. O salto triplo feminino estreou em campeonatos e já com um recorde mundial, conquistado pela triplista russa Anna Biryukova que, com a marca de 15,09 m, foi a primeira mulher no mundo a saltar acima de 15 metros. O campeonato também ficou marcado pelas excepcionais marcas obtidas pelas até então desconhecidas atletas chinesas de fundo e meio-fundo, que ganharam seis medalhas entre nove possíveis entre os 1500 m e os 10000 m, três delas de ouro,  e que depois quebrariam vários recordes mundiais. As chinesas foram chamadas pela imprensa ocidental de "Exército de Ma" (em relação a seu técnico, Ma Junren, de métodos extremamente não-ortodoxos de treinamento, que incluíam uma vida em regime tipo militar, castigos físicos, impedia cabelos longos e namorados às atletas, das quais onze tiveram o apêndice removido por "problemas toxicológicos")   e que lançaram um clima se suspeição quanto ao eventual uso de substâncias dopantes, fato que nunca veio a se confirmar e sempre negado por Junren. Sergei Bubka, pela primeira vez representando seu país natal, a Ucrânia, ganhou pela quarta vez consecutiva a medalha de ouro no salto com vara. Stuttgart também viu o aparecimento a nível global da moçambicana Maria Mutola, que ganhou ali sua primeira medalha de ouro nos 800 metros, a única do mundo lusófono, que ganharia mais uma, de prata, com a portuguesa Manuela Machado na maratona. 
No plano político, esta foi a primeira vez em que as ex-repúblicas que formavam a União Soviética competiram isoladamente como nações próprias, depois de participarem como Equipe Unificada da Comunidade dos Estados Independentes nos Jogos de Barcelona 1992. Também os atletas da República Tcheca e da Eslováquia, que antes competiam juntos pela Tchecoslováquia, pela primeira vez  competiram separadamente num campeonato mundial.

## Local
A sede do Mundial de Stuttgart foi o então chamado Gottlieb-Daimler-Stadion, hoje MHPArena. Construído na Era Nazista, e batizado como Adolf-Hitler-Kampfbahn, após a guerra foi rebatizado como Century Stadium e a partir de 1949 conhecido como  Neckarstadion, a base do time de futebol VfB Stuttgart. Depois de uma grande modernização nos anos 80/90 em grande parte financiada pela Daimler-Benz, seu nome passou a ser oficialmente Gottlieb-Daimler em homenagem ao fundador da empresa automobilística, Em  2008 quando assumiu o nome atual depois da última modernização. O museu, a fábrica e os escritórios centrais da Mercedes-Benz ficam ao lado do estádio.  Com capacidade para 60.441 espectadores, o estádio hoje recebe apenas jogos de futebol.

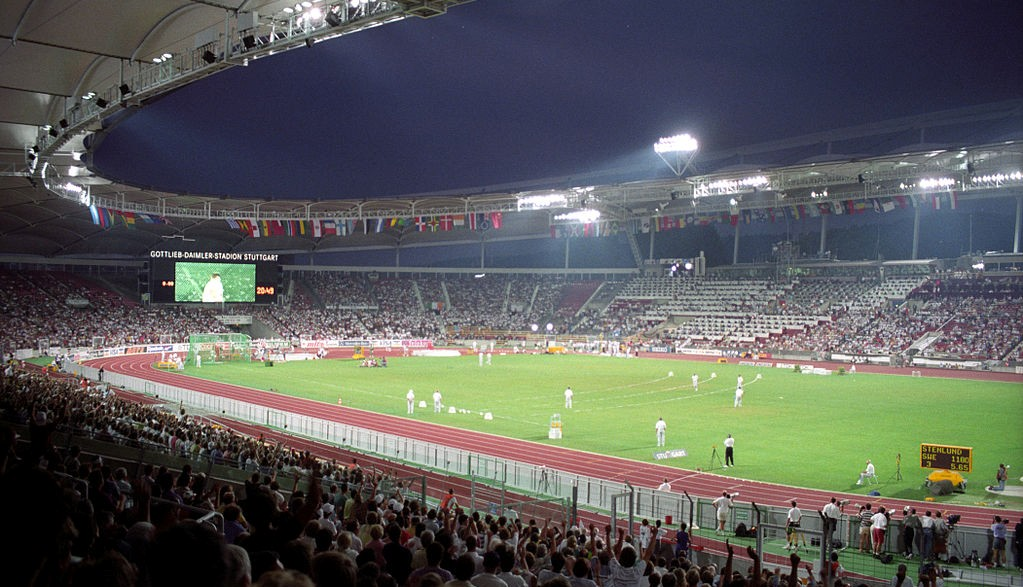
Visão geral do Gottlieb-Daimler-Stadion durante o campeonato.

## Recordes
Quatro recordes mundiais foram quebrados, um igualado – numa semifinal – e onze novos recordes do campeonato – com duas atletas fazendo a mesma marca na final dos 100 m – foram estabelecidos.
| Recorde               | Modalidade              | Atleta             | País            | Marca    | Anterior                  |
| Recorde mundial       | 110 m c/ barreiras      | Colin Jackson      | Reino Unido     | 12.91    | 12.92 (1989)              |
| Recorde mundial       | 4x400 m rasos masculino | Estados Unidos     | Estados Unidos  | 2:54.29  | 2:55.74 (1992)            |
| Recorde mundial       | 400 m c/ barreiras      | Sally Gunnell      | Reino Unido     | 52.74    | 52.94 (1986)              |
| Recorde mundial       | salto triplo            | Anna Biryukova     | Rússia          | 15,09 m  | 14,97 m (1993)            |
| [a]                   | 4x100 m rasos masculino | Estados Unidos     | Estados Unidos  | 37.40    | = 37.40 (1992)            |
| Recorde do campeonato | 200 m rasos             | Frankie Fredericks | Namíbia         | 19.85    | 20.01 – Tóquio 1991       |
| Recorde do campeonato | 3000 m c/ obstáculos    | Moses Kiptanui     | Quénia          | 8:06.36  | 8:08.57 – Roma 1987       |
| Recorde do campeonato | salto em altura         | Javier Sotomayor   | Cuba            | 2,40 m   | 2,38 m – Tóquio 1991      |
| Recorde do campeonato | salto com vara          | Sergei Bubka       | Ucrânia         | 6,00 m   | 5,95 m – Tóquio 1991      |
| Recorde do campeonato | lançamento de dardo     | Jan Železný        | República Checa | 85,98 m  | 84,78 m – Stuttgart 1993  |
| Recorde do campeonato | decatlo                 | Dan O'Brien        | Estados Unidos  | 8817 pts | 8714 pts – Helsinque 1983 |
| [a]                   | 100 m rasos             | Gail Devers        | Estados Unidos  | 10.82    | 10.90 – Roma 1987         |
| [a]                   |                         | Merlene Ottey      | Jamaica         |          |                           |
| Recorde do campeonato | 3000 metros             | Qu Yunxia          | China           | 8:28.7   | 8:34.62 – Helsinque 1983  |
| Recorde do campeonato | 10000 metros            | Wang Junxia        | China           | 30:49.3  | 31:05.8 – Roma 1987       |
| [a]                   | 4x100 m rasos feminino  | Rússia             | Rússia          | 41.49    | 41.58 – Roma 1987         |
| [a]                   |                         | Estados Unidos     | Estados Unidos  |          |                           |
| Recorde do campeonato | 4x400 m rasos feminino  | Estados Unidos     | Estados Unidos  | 3:16.71  | 3:18.43 – Tóquio 1991     |

4x100 m rasos masculino  Marca conquistada nas semifinais. Na final o revezamento americano ganhou o ouro com 37.48.

100 m   Gail Devers e Merlene Ottey tem a mesma marca e dividem o mesmo recorde porque os tempos oficiais só levavam em consideração até os centésimos de segundo. Devers ficou com o ouro porque venceu por 0.001s, um milésimo de segundo, de acordo com a cronometragem eletrônica.

4x100 m  O mesmo ocorrido nos 100 m rasos.

## Quadro de medalhas
| Posição | País             | Ouro | Prata | Bronze | Total |
| 1       | Estados Unidos   | 13   | 7     | 5      | 25    |
| 2       | China            | 4    | 2     | 2      | 8     |
| 3       | Rússia           | 3    | 8     | 5      | 16    |
| 4       | Grã-Bretanha     | 3    | 3     | 4      | 10    |
|         | Quênia           | 3    | 3     | 4      | 10    |
| 6       | Alemanha         | 2    | 2     | 4      | 8     |
| 7       | Espanha          | 2    | 1     | 2      | 5     |
| 8       | Cuba             | 2    | 1     |        | 3     |
| 9       | Finlândia        | 1    | 2     |        | 3     |
| 10      | Jamaica          | 1    | 1     | 3      | 5     |
| 11      | Ucrânia          | 1    | 1     | 2      | 4     |
| 12      | Etiópia          | 1    | 1     | 1      | 3     |
| 13      | Namíbia          | 1    | 1     |        | 2     |
| 14      | Argélia          | 1    |       | 1      | 2     |
|         | Japão            | 1    |       | 1      | 2     |
| 16      | Moçambique       | 1    |       |        | 1     |
|         | Noruega          | 1    |       |        | 1     |
|         | República Tcheca | 1    |       |        | 1     |
|         | Suíça            | 1    |       |        | 1     |
|         | Tajiquistão      | 1    |       |        | 1     |
| 21      | Itália           |      | 3     | 1      | 4     |
| 22      | Bielorrússia     |      | 1     | 2      | 3     |
| 23      | Austrália        |      | 1     |        | 1     |
|         | Cazaquistão      |      | 1     |        | 1     |
|         | Irlanda          |      | 1     | 1      | 2     |
|         | Polônia          |      | 1     |        | 1     |
|         | Portugal         |      | 1     |        | 1     |
|         | Zâmbia           |      | 1     |        | 1     |
| 29      | Áustria          |      |       | 1      | 1     |
|         | Bulgária         |      |       | 1      | 1     |
|         | Canadá           |      |       | 1      | 1     |
|         | Dinamarca        |      |       | 1      | 1     |
|         | Hungria          |      |       | 1      | 1     |
|         | Países Baixos    |      |       | 1      | 1     |
|         | Romênia          |      |       | 1      | 1     |
|         | Somália          |      |       | 1      | 1     |

## Medalhistas

#### Masculino
| Evento                | Ouro                                                                             | Ouro     | Prata                                                                       | Prata    | Bronze                                                                | Bronze   |
| 100 m                 | Linford Christie · Grã-Bretanha                                                  | 9.87     | Andre Cason · Estados Unidos                                                | 9.92     | Dennis Mitchell · Estados Unidos                                      | 9.99     |
| 200 m                 | Frankie Fredericks · Namíbia                                                     | 19.85    | John Regis · Grã-Bretanha                                                   | 19.94    | Carl Lewis · Estados Unidos                                           | 19.99    |
| 400 m                 | Michael Johnson · Estados Unidos                                                 | 43.65    | Butch Reynolds · Estados Unidos                                             | 44.13    | Samson Kitur · Quênia                                                 | 44.54    |
| 800 m                 | Paul Ruto · Quênia                                                               | 1:44.71  | Giuseppe D'Urso · Itália                                                    | 1:44.86  | Billy Konchellah · Quênia                                             | 1:44.89  |
| 1500 m                | Noureddine Morceli · Argélia                                                     | 3:34.24  | Fermín Cacho · Espanha                                                      | 3:35.56  | Abdi Bile · Somália                                                   | 3:35.96  |
| 5000 m                | Ismael Kirui · Quênia                                                            | 13:02.75 | Haile Gebrselassie · Etiópia                                                | 13:03.17 | Fita Bayisa · Etiópia                                                 | 13:05.40 |
| 10000 m               | Haile Gebrselassie · Etiópia                                                     | 27:46.0  | Moses Tanui · Quênia                                                        | 27:46.5  | Richard Chelimo · Quênia                                              | 28:06.0  |
| Maratona              | Mark Plaatjes · Estados Unidos                                                   | 2:13:57  | Lucketz Swartbooi · Namíbia                                                 | 2:14:11  | Bert van Vlaanderen · Países Baixos                                   | 2:15:12  |
| marcha 20 km          | Valentin Massana · Espanha                                                       | 1:22:31  | Giovanni De Benedictis · Itália                                             | 1:23:06  | Daniel Plaza · Espanha                                                | 1:23:18  |
| marcha 50 km          | Jesus Garcia · Espanha                                                           | 3:41:41  | Valentin Kononen · Finlândia                                                | 3:42:02  | Valeriy Spitsyn · Rússia                                              | 3:42:50  |
| 110 m c/ barreiras    | Colin Jackson · Grã-Bretanha                                                     | 12.91    | Tony Jarrett · Grã-Bretanha                                                 | 13.00    | Jack Pierce · Estados Unidos                                          | 13.06    |
| 400 m c/ barreiras    | Kevin Young · Estados Unidos                                                     | 47.18    | Samuel Matete · Zâmbia                                                      | 47.60    | Winthrop Graham · Jamaica                                             | 47.62    |
| 3000 m c/ obstáculos  | Moses Kiptanui · Quênia                                                          | 8:06.36  | Patrick Sang · Quênia                                                       | 8:07.53  | Alessandro Lambruschini · Itália                                      | 8:08.78  |
| 4x100 m [a]           | Estados Unidos · Jon Drummond · Andre Cason · Dennis Mitchell · Leroy Burrell    | 37.48    | Grã-Bretanha · Colin Jackson · Tony Jarrett · John Regis · Linford Christie | 37.77    | Canadá · Robert Esmie · Glenroy Gilbert · Bruny Surin · Atlee Mahorn  | 37.83    |
| 4x400 m               | Estados Unidos · Andrew Valmon · Quincy Watts · Butch Reynolds · Michael Johnson | 2:54.29  | Quênia · Kennedy Ochieng · Simon Kemboi · Abednego Matilu · Samson Kitur    | 2:59.82  | Alemanha · Rico Lieder · Karsten Just · Olaf Hense · Thomas Schönlebe | 2:59.99  |
| Salto em distância    | Mike Powell · Estados Unidos                                                     | 8,59 m   | Stanislav Tarasenko · Rússia                                                | 8,16 m   | Vitaliy Kirilenko · Ucrânia                                           | 8,15 m   |
| Salto triplo          | Mike Conley · Estados Unidos                                                     | 17,86 m  | Leonid Voloshin · Rússia                                                    | 17,65 m  | Jonathan Edwards · Grã-Bretanha                                       | 17,44 m  |
| Salto em altura       | Javier Sotomayor · Cuba                                                          | 2,40 m   | Artur Partyka · Polónia                                                     | 2,37 m   | Steve Smith · Grã-Bretanha                                            | 2,37 m   |
| Salto com vara        | Sergei Bubka · Ucrânia                                                           | 6,00     | Grigoriy Yegorov · Cazaquistão                                              | 5,95 m   | Maksim Tarasov · Rússia Igor Trandenkov · Rússia                      | 5,80 m   |
| Arremesso do peso     | Werner Günthör · Suíça                                                           | 21,97 m  | Randy Barnes · Estados Unidos                                               | 21,80 m  | Aleksandr Bagach · Ucrânia                                            | 20,40 m  |
| Lançamento do disco   | Lars Riedel · Alemanha                                                           | 67,72 m  | Dmitriy Shevchenko · Rússia                                                 | 66,90 m  | Jürgen Schult · Alemanha                                              | 66,12 m  |
| Lançamento do martelo | Andrey Abduvaliyev · Tajiquistão                                                 | 81,64 m  | Igor Astapkovich · Bielorrússia                                             | 79,88 m  | Tibor Gecsek · Hungria                                                | 79,54 m  |
| Lançamento do dardo   | Jan Železný República Tcheca                                                     | 85,98 m  | Kimmo Kinnunen · Finlândia                                                  | 84,78 m  | Mick Hill · Grã-Bretanha                                              | 87,08 m  |
| Decatlo               | Dan O'Brien · Estados Unidos                                                     | 8817 pts | Eduard Hämäläinen · Bielorrússia                                            | 8724 pts | Paul Meier · Alemanha                                                 | 8548 pts |

4x100 m   A equipe dos EUA igualou o recorde mundial vigente – 37.40 – nas semifinais.

#### Feminino
| Evento              | Ouro                                                                                        | Ouro     | Prata                                                                                  | Prata    | Bronze                                                                         | Bronze   |
| 100 m [a]           | Gail Devers · Estados Unidos                                                                | 10.82    | Merlene Ottey · Jamaica                                                                | 10.82    | Gwen Torrence · Estados Unidos                                                 | 10.89    |
| 200 m               | Merlene Ottey · Jamaica                                                                     | 21.98    | Gwen Torrence · Estados Unidos                                                         | 22.00    | Irina Privalova · Rússia                                                       | 22.13    |
| 400 m               | Jearl Miles-Clark · Estados Unidos                                                          | 49.82    | Natasha Kaiser-Brown · Estados Unidos                                                  | 50.17    | Sandie Richards · Jamaica                                                      | 50.44    |
| 800 m               | Maria Mutola · Moçambique                                                                   | 1:55.43  | Lyubov Gurina · Rússia                                                                 | 1:57.10  | Ella Kovacs · Roménia                                                          | 1:57.92  |
| 1500 m              | Liu Dong · China                                                                            | 4:00.50  | Sonia O'Sullivan · Irlanda                                                             | 4:03.48  | Hassiba Boulmerka · Argélia                                                    | 4:04.29  |
| 3000 m              | Qu Yunxia · China                                                                           | 8:28.71  | Zhang Linli · China                                                                    | 8:29.25  | Zhang Lirong · China                                                           | 8:31.95  |
| 10000 m             | Wang Junxia · China                                                                         | 30:49.3  | Zhong Huandi · China                                                                   | 31:12.5  | Sally Barsosio · Quênia                                                        | 31:15.3  |
| Maratona            | Junko Asari · Japão                                                                         | 2:30:03  | Manuela Machado · Portugal                                                             | 2:30:54  | Tomoe Abe · Japão                                                              | 2:31:01  |
| marcha 10 km        | Sari Essayah · Finlândia                                                                    | 42.59    | Ileana Salvador · Itália                                                               | 43.08    | Encarnación Granados · Espanha                                                 | 43.21    |
| 100 m c/ barreiras  | Gail Devers · Estados Unidos                                                                | 12.46    | Marina Azyabina · Rússia                                                               | 12.60    | Lynda Tolbert · Estados Unidos                                                 | 12.67    |
| 400 m c/ barreiras  | Sally Gunnell · Grã-Bretanha                                                                | 52.74    | Sandra Farmer-Patrick · Grã-Bretanha                                                   | 52.79    | Margarita Ponomaryova · Rússia                                                 | 53.48    |
| 4x100 m             | Rússia · Olga Bogoslovskaya · Galina Malchugina · Natalya Voronova · Irina Privalova        | 41.49    | Estados Unidos · Michelle Finn · Gwen Torrence · Wendy Vereen · Gail Devers            | 41.49    | Jamaica · Michelle Freeman · Juliet Campbell · Nikole Mitchell · Merlene Ottey | 41.94    |
| 4x400 m             | Estados Unidos · Gwen Torrence · Maicel Malone-Wallace · Natasha Kaiser · Jearl Miles-Clark | 3.16.71  | Rússia · Yelena Rouzina · Tatyana Alekseyeva · Margarita Ponomaryova · Irina Privalova | 3:18.38  | Grã-Bretanha · Linda Keough · Phylis Smith · Tracy Goddard · Sally Gunnell     | 3:23.41  |
| Salto em altura     | Ioamnet Quintero · Cuba                                                                     | 1,99 m   | Silvia Costa · Cuba                                                                    | 1,97 m   | Sigrid Kirchmann · Áustria                                                     | 1,97 m   |
| Salto em distância  | Heike Drechsler · Alemanha                                                                  | 7,11 m   | Larisa Berezhnaya · Ucrânia                                                            | 6,98 m   | Renata Nielsen · Dinamarca                                                     | 6,76 m   |
| Salto triplo        | Anna Biryukova · Rússia                                                                     | 15,09 m  | Yolanda Chen · Rússia                                                                  | 14,70 m  | Iva Prandzheva · Bulgária                                                      | 14,23 m  |
| Arremesso do peso   | Huang Zhihong · China                                                                       | 20,57 m  | Svetlana Krivelyova · Rússia                                                           | 19,97 m  | Kathrin Neimke · Alemanha                                                      | 19,71 m  |
| Lançamento do disco | Olga Chernyavskaya · Rússia                                                                 | 67,40 m  | Daniela Costian · Austrália                                                            | 65,36 m  | Min Chunfeng · China                                                           | 65,26 m  |
| Lançamento do dardo | Trine Hattestad · Noruega                                                                   | 69,18 m  | Karen Forkel · Alemanha                                                                | 65,80 m  | Natalya Shikolenko · Bielorrússia                                              | 65,64 m  |
| Heptatlo            | Jackie Joyner-Kersee · Estados Unidos                                                       | 6837 pts | Sabine Braun · Alemanha                                                                | 6797 pts | Svetlana Buraga · Bielorrússia                                                 | 6635 pts |

100 m  Gail Devers e Merlene Ottey tem a mesma marca e dividem o mesmo recorde porque os tempos oficiais só levavam em consideração até os centésimos de segundo. Devers ficou com o ouro porque venceu por 0.001s, um milésimo de segundo, de acordo com a cronometragem eletrônica.